# クンガ・レクペー・ジュンネー・ギェンツェン・パルサンポ
クンガ・レクペー・ジュンネー・ギェンツェン・パルサンポ（Kun dga' legs pa'i 'byung gnas rgyal mtshan dpal bzang po、1308年 - 1330年）は、チベット仏教サキャ派の仏教僧。大元ウルスにおける9代目の帝師を務めた。
漢文史料の『元史』では公哥列思八沖納思監蔵班蔵卜（gōnggē lièsībā chōngnàsī jiānzàng bānzàngbǔ）と表記される。

## 概要
チベット語史料によるとクンガ・レクペー・ジュンネー・ギェンツェン・パルサンポは先代帝師クンガ・ロドゥ・ギェンツェン・パルサンポの異母弟であったという。
『元史』釈老伝はクンガ・ロドゥ・ギェンツェン・パルサンポの後に旺出児監蔵なる人物が帝師になったが泰定2年（1325年）に亡くなり、クンガ・レクペー・ジュンネー・ギェンツェン・パルサンポが跡を継いで帝師になったとする。一方、チベット語史料の『フゥラン・テプテル』では「クンガ・レクペー・ジュンネー・ギェンツェン・パルサンポがイェスン・テムル・カアンの時に国師と帝師におなりになった」と記されており、双方の史料は「（クンガ・レクペー・ジュンネー・ギェンツェン・パルサンポが）秦定帝の治世に帝師になった｣ とする点で合致する。ただし旺出児監蔵という人物は実在が疑わしく、『元史』泰定帝本紀に基づいて泰定4年（1327年）2月にクンガ・ロドゥ・ギェンツェン・パルサンポが死去した後、同年4月にクンガ・レクペー・ジュンネー・ギェンツェン・パルサンポが帝師に任命されたと見るのが正しいと考えられている。
イェスン・テムル・カアンの在位中、致和元年（1328年）3月に興聖殿でカアンに仏界を授けたと記される「帝師」はクンガ・レクペー・ジュンネー・ギェンツェン・パルサンポを指すとみられる。しかしイェスン・テムル・カアンが死去すると天暦の内乱が勃発し、イェスン・テムル・カアンの遺児のアリギバを擁する派閥を打倒して即位したジャヤガトゥ・カアン（文宗トク・テムル）は改めてクンガ・レクペー・ジュンネー・ギェンツェン・パルサンポを帝師に任命した。
内乱終結後の天暦2年（1329年）11月には帝師（クンガ・ロドゥ・ギェンツェン・パルサンポ）が皇后に仏戒を受けたとの記録があるが、12月には新たな帝師が任命されており、この頃に帝師の地位を退いたようである。